# Megatrioza stylata
Megatrioza stylata är en insektsart som först beskrevs av Crawford 1919.  Megatrioza stylata ingår i släktet Megatrioza och familjen spetsbladloppor. Inga underarter finns listade i Catalogue of Life.